# Вовк, Виталий Михайлович
Виталий Михайлович Вовк (бел. Віталь Міхайлавіч Воўк) — белорусский государственный деятель. Генеральный директор ОАО «Минский тракторный завод» (2019—2024), помощник Президента Республики Беларусь (2018—2019), министр промышленности Республики Беларусь (2014—2018). Заслуженный работник промышленности Республики Беларусь (2021).

## Биография
Родился 13 августа 1962 года в городе Калинковичи Гомельской области, БССР.
В 1984 году окончил Белорусский политехнический институт по специальности «автомобили и тракторы», а в 2009 году — Академию управления при Президенте Республики Беларусь по специальности «государственное управление национальной экономикой».
1984—2001 годы — работа на различных должностях на Минском автомобильном заводе и на Минском заводе колёсных тягачей.
2001—2006 годы — генеральный директор ООО «ЮКОЛА-СЕРВИС» и ООО «ЮКОЛА Моторс».
2006—2010 годы — заместитель генерального директора Минского завода колёсных тягачей по коммерческим вопросам.
2010—2011 годы — генеральный директор совместного общества с ограниченной ответственностью «Волат-Санцзян».
С октября 2011 по декабрь 2014 года — глава Минского завода колёсных тягачей.
27 декабря 2014 года был назначен на должность министра промышленности Республики Беларусь.
16 августа 2018 года по распоряжению президента Белоруссии Александра Лукашенко был уволен с должности министра промышленности Беларуси за невыполнение поручений Президента по комплексному развитию Оршанского района и ненадлежащее исполнение должностных обязанностей.
18 сентября 2018 года назначен помощником Президента Республики Беларусь — инспектором по Витебской области.
С 11 июня 2019 по сентябрь 2024 — генеральный директор Минского тракторного завода.
15 января 2025 года назначен заместителем директора Департамента промышленной политики Евразийской экономической комиссии.

## Награды
- Орден Почёта (23 июня 2014) — за многолетний плодотворный труд, образцовое выполнение служебных обязанностей, достижение высоких производственных показателей в автомобилестроении, дорожном строительстве, промышленности, сельском хозяйстве, значительный личный вклад в развитие информационных технологий, здравоохранения, социальной защиты населения, сферы торгового обслуживания, достижения в области науки, образования, искусства, культуры и спорта[8].
- Заслуженный работник промышленности Республики Беларусь (26 февраля 2021)[9][10].
- Почётная грамота Совета Министров Республики Беларусь.